# (65065) 2002 AL184
(65065) 2002 AL184 es un asteroide perteneciente al cinturón de asteroides, región del sistema solar que se encuentra entre las órbitas de Marte y Júpiter, descubierto el 7 de enero de 2002 por el equipo del Lowell Observatory Near-Earth-Object Search desde la Estación Anderson Mesa (condado de Coconino, cerca de Flagstaff, Arizona, Estados Unidos).

## Designación y nombre
Designado provisionalmente como 2002 AL184. 

## Características orbitales
2002 AL184 está situado a una distancia media del Sol de 3,143 ua, pudiendo alejarse hasta 3,437 ua y acercarse hasta 2,848 ua. Su excentricidad es 0,094 y la inclinación orbital 11,142 grados. Emplea 2035,03 días en completar una órbita alrededor del Sol.

## Características físicas
La magnitud absoluta de 2002 AL184  es 14,71. Tiene 5,644 km de diámetro y su albedo se estima en 0,073.